# 431 (tal)
431 är det naturliga heltal som följer 430 och följs av 432.

## Matematiska egenskaper
- 431 är ett primtal[1].
- 431 är ett polygontal[1].
- 431 är ett udda tal.

## Inom vetenskapen
- 431 Nephele, en asteroid.